# Doubrava (Milhostov)
Doubrava (německy Doberau) je zaniklá vesnice na území obce Milhostov, v k. ú. Doubrava u Milhostova v okrese Cheb v Karlovarském kraji.
Vesnice ležela jeden a půl kilometru jižně od Milhostova při pravém břehu říčky Plesná.
V letech 1869–1910 byla osadou obce Vackovec (Watzgenreuth) v okrese Cheb, v letech 1921–1930 osadou obce Vackovec, v letech 1950–1973 osadou obce Milhostov.
Úředně byla vesnice zrušena v roce 1973.
Doubrava (Doubrava u Milhostova) je také název katastrálního území o rozloze 1,33 km².

## Historie
První písemná zmínka o vesnici pochází z roku 1298. V roce 1395 zde žilo pět sedláků a v roce 1424 jsou zde uváděny tři velké dvory, jedno menší hospodářství a mlýn.

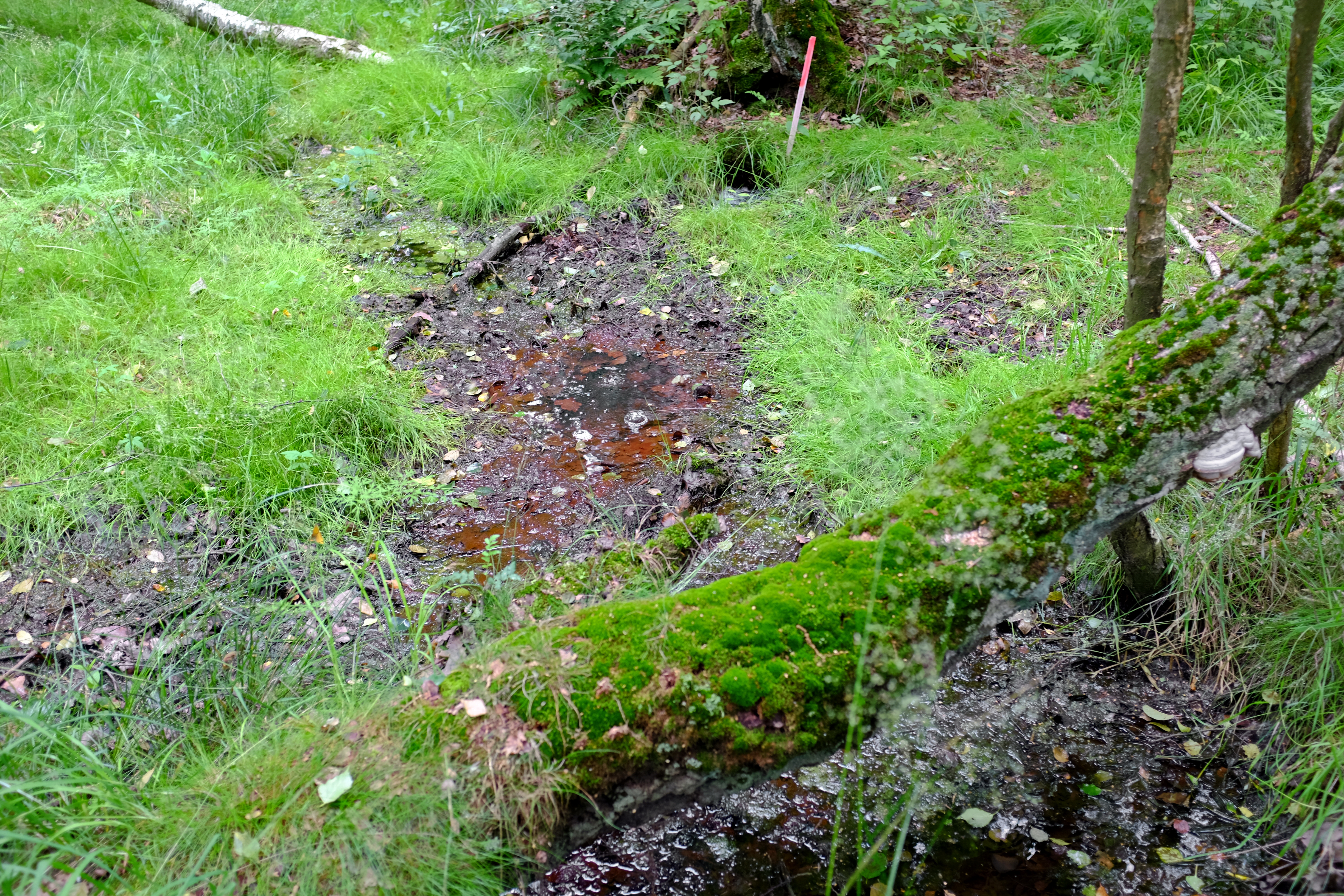
Mokřady s mofetami na břehu Plesné na území zaniklé vsi Doubrava

Na říčce Plesné stával mlýn, který byl po roce 1827 přebudován na přádelnu bavlny využívající energii z prodlouženého a prohloubeného náhonu. Přádelna zaměstnávala více než sto pracovníků. Změna ve clech ale znevýhodnila zdejší výrobu. V roce 1837 byl provoz zastaven a přádelna byla opět proměněna na mlýn. Obyvatelům sloužil farní úřad a škola v Milhostově. V místě pracovala v letech 1890–1920 i cihelna. Vedlejší příjem přinášela zdejším sedlákům těžba písku u kaple nedaleko staré lubské silnice. 
Lepší dopravní spojení s okolím získala Doubrava až v roce 1904 stavbou okresní silnice z Vackovce do Milhostova. Odtud pak už bylo možné dostat se až k nádraží v Nebanicích. Po druhé světové válce postihl vesnici odsun německého obyvatelstva. Doubrava byla sice částečně dosídlena, mlýn však byl vyhozen do vzduchu. Vesnice živořila bez obyvatel a roku 1973 byla Doubrava úředně zrušena.

## Přírodní poměry
Bývalá vesnice se nachází na území mokřadů podél toku Plesné, které bylo v roce 2017 vyhlášeno národní přírodní památkou Bublák a niva Plesné.

## Obyvatelstvo
Při sčítání lidu v roce 1921 zde žilo 47 obyvatel, všichni německé národnosti. K římskokatolické církvi se hlásilo 45 obyvatel, k evangelické dva obyvatelé.
| Rok            | 1869 | 1880 | 1890 | 1900 | 1910 | 1921 | 1930 | 1950 | 1961 | 1970 | 1980 | 1991 | 2001 | 2011 |
| -------------- | ---- | ---- | ---- | ---- | ---- | ---- | ---- | ---- | ---- | ---- | ---- | ---- | ---- | ---- |
| Počet obyvatel | 57   | 72   | 69   | 65   | 54   | 47   | 40   | 8    | –    | –    | –    | –    | –    | –    |
| Počet domů     | 8    | 9    | 9    | 8    | 6    | 6    | 6    | 3    | –    | –    | –    | –    | –    | –    |